# Wapen van Utrechtse Heuvelrug

Het wapen van de gemeente Utrechtse Heuvelrug

Het wapen van Utrechtse Heuvelrug is het gemeentelijke wapen van de Utrechtse gemeente Utrechtse Heuvelrug. Het wapen werd op 3 mei 2006 door de Hoge Raad van Adel aan de gemeente toegekend.

## Geschiedenis
De gemeente Utrechtse Heuvelrug is per 1 januari 2006 ontstaan door de samenvoeging van de voormalige gemeenten Amerongen (met uitzondering van Elst), Doorn, Driebergen-Rijsenburg, Leersum en Maarn. Voor deze gemeente is een wapen ontworpen op basis van het wapen van het Sticht Utrecht met elementen uit de wapens van de oude gemeenten. De leeuw in het eerste kwartier is afgeleid van het wapen van de familie Van Gaesbeek en komt uit het wapen van Driebergen-Rijsenburg. De familie speelde ook een rol in de andere gemeenten. De zuil is afkomstig van Leersum, de lelie van Amerongen en het rad van Doorn en Maarn.

## Blazoen
De beschrijving luidt als volgt:
Gevierendeeld door een kruis van zilver, het eerste kwartier van sabel, beladen met een leeuw van zilver, getongd, genageld en gekroond van goud, de overige kwartieren van keel, beladen met een zuil, een lelie en een rad, alles van goud. Het schild gedekt met een gouden kroon van drie bladeren en twee maal drie parels.
N.B.:
- De heraldische kleuren zijn zilver (wit), sabel (zwart), keel (rood) en goud (geel).

## Verwante wapens
De volgende wapens zijn verwant aan het wapen van Utrechtse Heuvelrug:

Wapen van Sticht Utrecht
Wapen van Driebergen-Rijsenburg
Wapen van Leersum
Wapen van Amerongen
Wapen van Doorn
Wapen van Maarn